# Fritz Kahn (Autor)

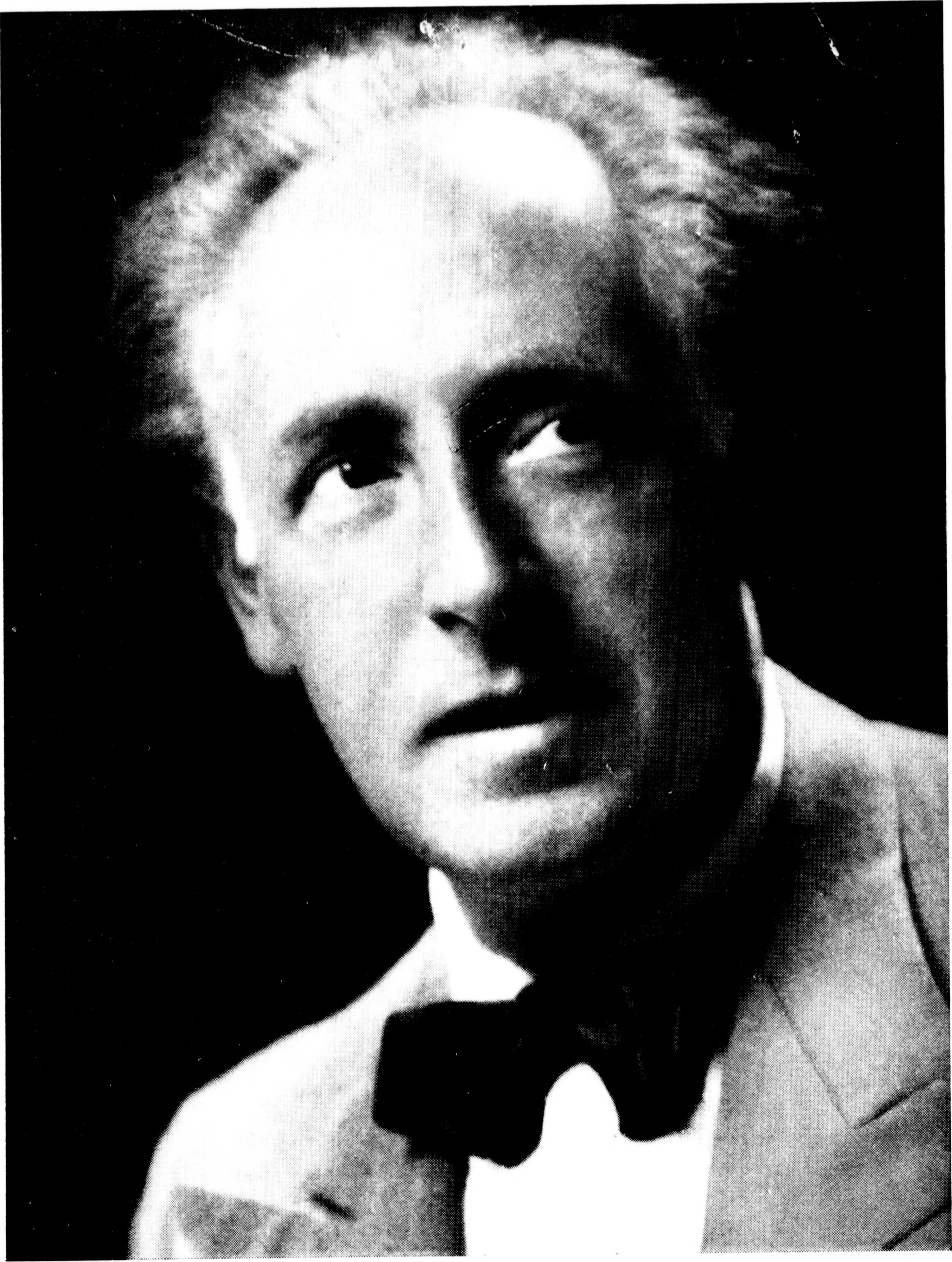
Fritz Kahn

Fritz Kahn (* 29. September 1888 in Halle (Saale); † 14. Januar 1968 in Locarno, Schweiz) war ein deutscher Arzt und Autor populärwissenschaftlicher Bücher jüdischer Abstammung.

## Leben
Fritz Kahn wurde als Sohn von Arthur Kahn, Arzt und Schriftsteller, und Hedwig Kahn, geb. Schmuhl, geboren. Kurz nach der Geburt emigrierte sein Vater in die USA und ließ sich in Hoboken (NJ) nieder. Als Arthur Kahn sich als Arzt etabliert hatte, holte er um 1893 Frau und Kinder nach, und Fritz Kahn wurde in Hoboken eingeschult. Später siedelte die Familie nach Manhattan über. 1895 kehrte Hedwig Kahn mit ihren drei Söhnen nach Deutschland zurück. Nach längeren Aufenthalten in Hamburg und Halle zog die Familie gemeinsam mit dem aus den USA zurückgekehrten Vater nach Bonn. Ein Zuhause fand die Familie 1905 schließlich in Berlin, wo Kahn bis zum Abitur das Sophien-Gymnasium besuchte. Als Abiturient lehrte er in Studentischen Arbeiter-Unterrichtskursen.
1907 begann Kahn an der Friedrich-Wilhelms-Universität sein Studium der Humanmedizin mit dem Schwerpunktfach Mikrobiologie. Nebenher studierte er verschiedene Natur- und Geisteswissenschaften, arbeitete an einem meteorologischen Institut und begann Zeitungsartikel zu schreiben. 1912/1913 schloss Fritz Kahn sein Studium mit dem Staatsexamen ab und wurde zum Dr. med. promoviert. Spezialisiert auf Gynäkologie und Geburtshilfe arbeitete er von 1914 bis 1922 als Chirurg und Geburtshelfer in einer Klinik.
Als Sanitätsarzt leistete Fritz Kahn von 1914 bis 1918 Militärdienst, unter anderem im Elsass, in den Vogesen und in Norditalien. Wegen Unterernährung und Überarbeitung wurde er 1918 beurlaubt und von einer italienischen Bauernfamilie betreut. Nach Kriegsende reiste er zur Erholung nach Algerien.
Fritz Kahn, inzwischen wieder als Arzt in Berlin tätig, heiratete 1920 Irma Glogau. Um 1921 reiste er nach Palästina, wo er Grundstücke auf dem Karmel und in Jerusalem kaufte.
1922 eröffnete Kahn eine eigene gynäkologische Praxis. In den darauf folgenden Jahren stand er als Erfolgsautor zunehmend in der Öffentlichkeit. Seine Bücher erzielten sechsstellige Auflagen und wurden in mehrere Sprachen übersetzt. Er engagierte sich unter anderem für die Jüdische Altershilfe und gründete eine humanistische Loge. 1926 wurde Kahn als Berater der großen Ausstellung Düsseldorf 1926 für Gesundheitspflege, soziale Fürsorge und Leibesübungen GeSoLei (Bereich „Die Hygiene der Juden“) angefragt und arbeitete an der Berliner Ausstellung „Die Ernährung“ mit. Um 1930 unternahm er geologische Forschungsreisen nach Palästina und an den Polarkreis. Nach einer monatelangen Lungenentzündung reiste er 1932 zu Wüstenstudien in die Sahara.
Nach der nationalsozialistischen Machtergreifung sah sich Kahn 1933 gezwungen, seine Praxis zu schließen. Seine Bücher wurden öffentlich verbrannt. Er emigrierte mit seiner Familie nach Palästina und ließ sich zunächst in Haifa, kurz darauf in Jerusalem nieder. Er schrieb Zeitungsartikel zu aktuellen Themen und zeigte 1934 in Jerusalem die Ausstellung „Die Hygiene des Schulkindes“. Nach der Scheidung von Irma Glogau heiratete Fritz Kahn 1937 die Sängerin und Musiklehrerin Erna Schnabel (1907–1997) und zog nach Paris.
Kurz nach der „Reichskristallnacht“ wurden Kahns Bücher 1938 auf die „Liste des schädlichen und unerwünschten Schrifttums“ gesetzt. Das Buch „Unser Geschlechtsleben“ wurde außerdem polizeilich verboten, alle auffindbaren Exemplare wurden vernichtet.
Nach Kriegsausbruch flüchtete Kahn von Paris nach Bordeaux. Als feindlicher Ausländer wurde er 1940 in einem französischen Lager interniert. Seine Frau Erna bewirkte seine Freilassung, und sie flohen nach Spanien und Portugal. Anfang 1941 konnten Fritz und Erna Kahn mit Hilfe von Albert Einstein in die USA emigrieren. Sie ließen sich in Manhattan nieder.
Kahn hielt sich in der Zeit von 1948 bis 1950 mehrmals in Europa auf, unter anderem in Ascona. Nachdem die Remigration nach Europa noch nicht möglich schien, verlegte Kahn um 1950 seinen Lebensmittelpunkt zurück nach New York. Er hatte ein Haus auf Long Island und ein Atelier in Manhattan.
Nachdem sich seine Frau Erna von ihm getrennt hatte, lebte Kahn mit seiner dänisch-amerikanischen Mitarbeiterin Ellen Fussing zusammen. Mit ihr kehrte er endgültig nach Europa zurück und wohnte bis 1960 überwiegend in der Schweiz, unter anderem in Lugano. Bei einem Urlaub in Agadir überstand Kahn 1960 unverletzt ein schweres Erdbeben. Mit Ellen Fussing wurde er nach Dänemark ausgeflogen und ließ sich in Nordseeland nieder und eröffnete 1962 ein Studio in Kopenhagen.
Aus gesundheitlichen Gründen reiste Kahn im Herbst 1967 nach Ascona. Am 14. Januar 1968 starb er in einer Klinik in Locarno.

## Bedeutung

Zeitschriftenwerbung für Kahns Buchreihe Das Leben des Menschen, um 1931

Mit außergewöhnlichen Metaphern in Wort und Bild gelang es Kahn, komplexe Prinzipien in Natur und Technik allgemeinverständlich darzustellen. Der Berliner beschrieb den Menschen als „leistungsfähigste Maschine der Welt“ und spiegelte die technische und kulturelle Entwicklung der Weimarer Republik. Einen Großteil der Illustrationen ließ er nach seinen Vorgaben von Zeichnern anfertigen, in Berlin, New York und Kopenhagen leitete er eigene Ateliers. Durch seine Buchreihe „Das Leben des Menschen“ wurde Kahn zum internationalen Bestsellerautor. Die Reihe gilt als Meisterleistung populärer Wissenschaftsvermittlung. Nach seiner Emigration geriet sein Werk in Deutschland weitgehend in Vergessenheit. Im Exil publizierte er weiterhin erfolgreich und wurde Mitte der fünfziger Jahre im US-amerikanischen Who’s Who geführt.
Etliche Künstler, darunter der Bauhaus-Grafiker Herbert Bayer und Eduardo Paolozzi, haben sich zu Interpretationen von Fritz Kahns Mensch-Maschine-Analogien anregen lassen. In der kreativen Szene wurden diese Motive auch in jüngster Zeit mehrfach als Inspirationsquelle für eigene künstlerische Umsetzungen genutzt, so für einen Trailer des Sundance Film Festivals 2007 oder zur Bewerbung der Musiksendung „Vamos Falar de Música“ auf MTV Brasil. Im Jahr 2009 stieß eine Animation des Designers Henning Lederer auf internetweite Aufmerksamkeit, bei der er Kahns berühmtes Motiv „Der Mensch als Industriepalast“ im Rahmen einer studentischen Abschlussarbeit in Bewegung versetzte. Kahns Bildwerk, eine Pionierleistung des modernen Informationsdesigns, wurde mit der Veröffentlichung der Monografie „Fritz Kahn – Man Machine / Maschine Mensch“ durch die Geschwister Uta und Thilo von Debschitz im Jahre 2009 wieder einer breiten Öffentlichkeit zugänglich und ist Gegenstand verschiedener Forschungsprojekte der Wissenschafts-, Kunst- und Kulturgeschichte. So förderte die Kulturstiftung des Bundes ein Ausstellungsprojekt zur populären Infografik der 1920er Jahre mit dem Schwerpunkt auf den Arbeiten von Fritz Kahn und Otto Neurath. Das Medienboard Berlin-Brandenburg und der Kultursender Arte unterstützten mit dem Projekt „Homo Machina“ eine Game-Adaption von Fritz Kahns Lernplakat „Der Mensch als Industriepalast“, die in einer deutsch-französischen Koproduktion entstand.
Die weltweit erste Ausstellung zu Fritz Kahn wurde unter dem Titel „Fritz Kahn – Maschine Mensch“ 2010 im Berliner Medizinhistorischen Museum der Charité gezeigt. Im Jahr 2017 stellte die Ausstellung „Bildfabriken: Infografik 1920–1945“ im Deutschen Buch- und Schriftmuseum in Leipzig die visuellen Konzepte der infografischen Pioniere Fritz Kahn und Otto Neurath gegenüber.
Im Dezember 2020 erzielte das Plakat „Der Mensch als Industriepalast“ (das als Faltposter Kahns fünfbändigem Werk „Das Leben des Menschen“ beilag) bei einer Auktion des britischen Auktionshauses Christie’s einen Erlös von 2.500 Britischen Pfund.

## Zitate
Fritz Kahn 1927 über den Kampf gegen die Nacht und den Rundfunk:
„Aber jede Petroleumlampe, die irgendwo in einem weltfernen Gehöft in einem bisher dunklen Raum aufgehängt wird oder in einem Negerkral als europäische Neuheit ihren Ehrenplatz findet, ist ein Vorpostenfeuer des Lebens in der Nacht und – gegen die Nacht; jedes Kinoportal, das irgendwo in einer kleinen Stadt zum Staunen der sparsamen Krämer in einer bisher unbekannten Lichtfülle aufstrahlt, ist eine illuminierte Siegespforte des Wachgenusses über den atavistisch werdenden Schlaf; durch jeden Radioapparat, der irgendwo draußen mit seinem Antennennetz die Aetherwellen der Sender auffängt, brandet die akustische Flut der Stadtkultur in die bisher patriarchalische Abendstille der Landfamilie und hält die Alten, die ehedem um 9 Uhr mit einem Nachgebet den arbeitsamen Tag beschlossen, bis zum Ende des Konzerts wach und die Jungen gar – vor einer Generation ganz unerhört – am Wochentag (!) bis über Mitternacht hinaus bei Fox und Tango munter. Und selbst der Robbenfänger im Eismeer schläft nicht mehr vor Mitternacht – er lauscht der Oper, die ihm Oslo sendet...“
Die New York Times rezensierte 1943 – gegen Ende des Zweiten Weltkriegs – Kahns Buch Man in Structure and Function (Deutsch: Das Leben des Menschen):
„Die letzten Abschnitte behandeln das Nervensystem, die Haut und die Sinnesorgane Auge, Ohr, Nase, sowie die Sexualität. Gerade bei letzterer ist es erfrischend zu sehen, dass Dr. Kahns Exegese sich von den physiologischen Schulbüchern [Amerikas] unterscheidet, wo ‚der Unterleib südlich des Bauchnabels als glatte, ziemlich unaufregende Fläche dargestellt wird.‘ Der Text ist akkurat, detailliert, adäquat, wenn auch etwas bemüht. [...] Die Illustrationen [...] haben die Qualitäten der wunderbaren Ausstellungsobjekte im Deutschen Museum in München. Ich bete jede Nacht, dass die Britische Luftwaffe das Museum schonen möge. Von mir aus sollen sie den Kölner Dom, Potsdam, das Brandenburger Tor und die Rheinschlösser kriegen, solange sie das Deutsche Museum intakt lassen.“

## Schriften

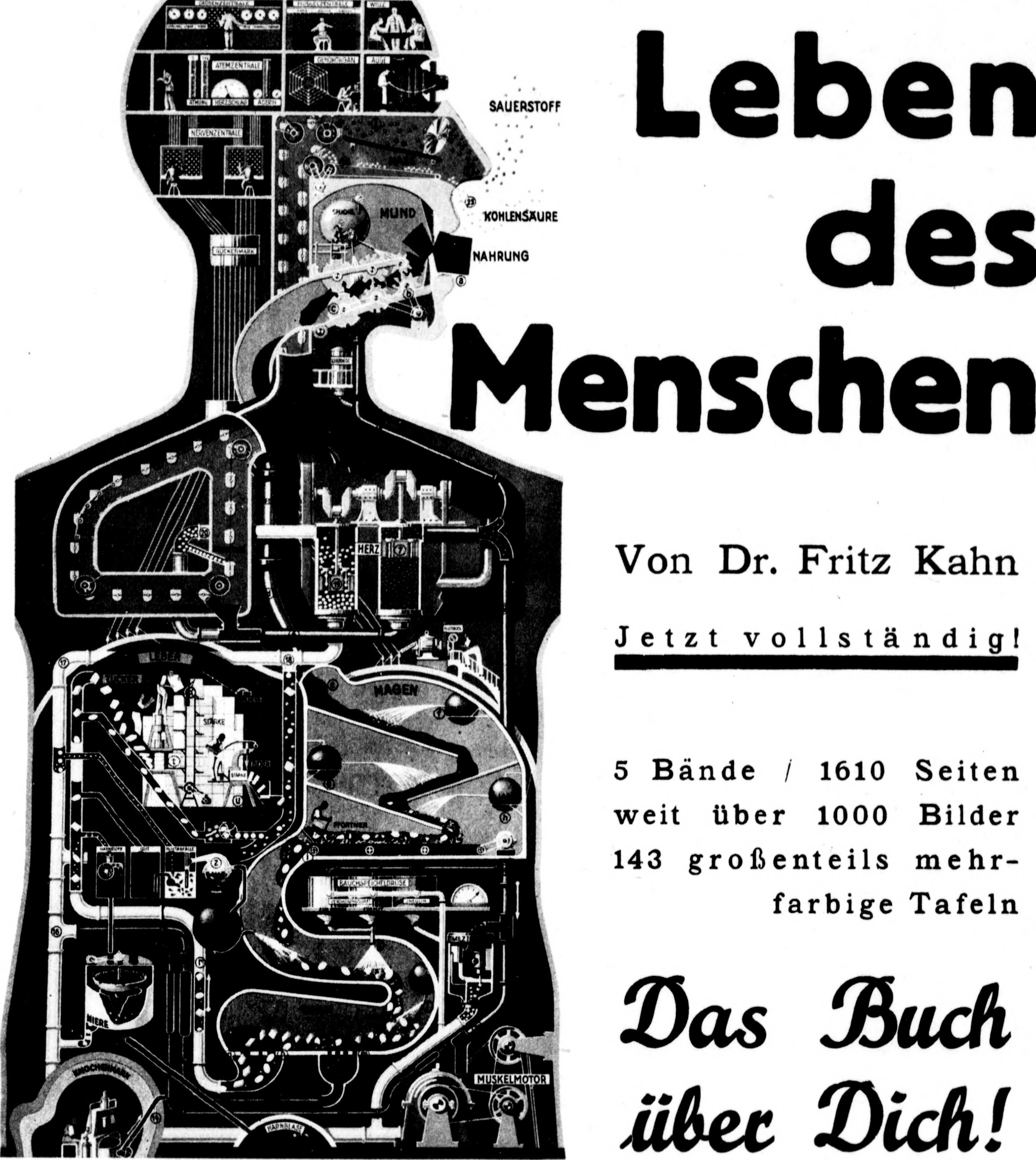
Das Leben des Menschen in der Arthur and Fritz Kahn Collection

- Das Versehen der Schwangeren in Volksglaube und Dichtung. Sauerländer, Frankfurt am Main 1912. Diss., Berlin 1913
- Die Milchstraße, Kosmos, Franckh’sche Verlagshandlung, Stuttgart 1914 (online)
- Die Zelle, Kosmos, Franckh’sche Verlagshandlung, Stuttgart 1919[12]
- Die Juden als Rasse und Kulturvolk, Welt-Verlag, Berlin 1920 (3. Auflage, 1922)
- Das Leben des Menschen I, Franckh’sche Verlagshandlung, Stuttgart 1922
- Das Leben des Menschen II, Franckh’sche Verlagshandlung, Stuttgart 1924
- Das Leben des Menschen III, Franckh’sche Verlagshandlung, Stuttgart 1926
- Das Leben des Menschen IV, Franckh’sche Verlagshandlung, Stuttgart 1929
- Das Leben des Menschen V, Franckh’sche Verlagshandlung, Stuttgart 1931
- Unser Geschlechtsleben – ein Führer und Berater für jedermann, Albert Müller, Rüschlikon-Zürich 1937
- Der Mensch gesund und krank I–II, Albert Müller, Zürich-Leipzig 1939
- Der Mensch, Bau und Funktionen unseres Körpers, Albert Müller, Rüschlikon-Zürich 1940
- First Aid – Popular, Friedrich Krause, New York 1942
- Man in Structure and Function I–II, Alfred Knopf, New York 1943
- Das Atom – endlich verständlich, Albert Müller, Zürich 1949
- Das Buch der Natur I–II, Albert Müller, Rüschlikon-Zürich 1952
- Design of the Universe: The Heavens and the Earth, Crown Publishers, New York 1954
- Die Weltuhr – aus der Geschichte des Erdballs,  Lux-Lesebogen Nr. 209, Murnau 1955
- Vogelvolk – vom Ur-Vogel bis zum Adler, Lux-Lesebogen Nr. 219, Murnau 1956
- Muss Liebe blind sein – Schule des Liebes- und Eheglücks, Albert Müller, Rüschlikon-Zürich 1957
- Sternenrätsel – von der Arbeit des Astronomen, Lux-Lesebogen Nr. 237, Murnau 1957
- Die neun Planeten – Kinder der Sonne,  Lux-Lesebogen Nr. 247, Murnau 1957
- Kräfte der Natur – Winde, Wolken, Wüsten, Lux-Lesebogen Nr. 262, Murnau 1958
- The Human Body, Random House, New York 1965
- Knaurs Buch vom menschlichen Körper (dt. Bearbeitung von Otfrid Butenandt, Vorwort Peter Bamm), Droemer/Knaur, München 1967/1969/1973